# Božena Slančíková-Timrava
Božena Slančíková-Timrava, all'anagrafe Božena Slančíková (Polichno, 2 ottobre 1867 – Lučenec, 27 novembre 1951), è stata una scrittrice e drammaturga slovacca.
Adottò gli pseudonimi di Timrava, Teta z Polichna e altri. 

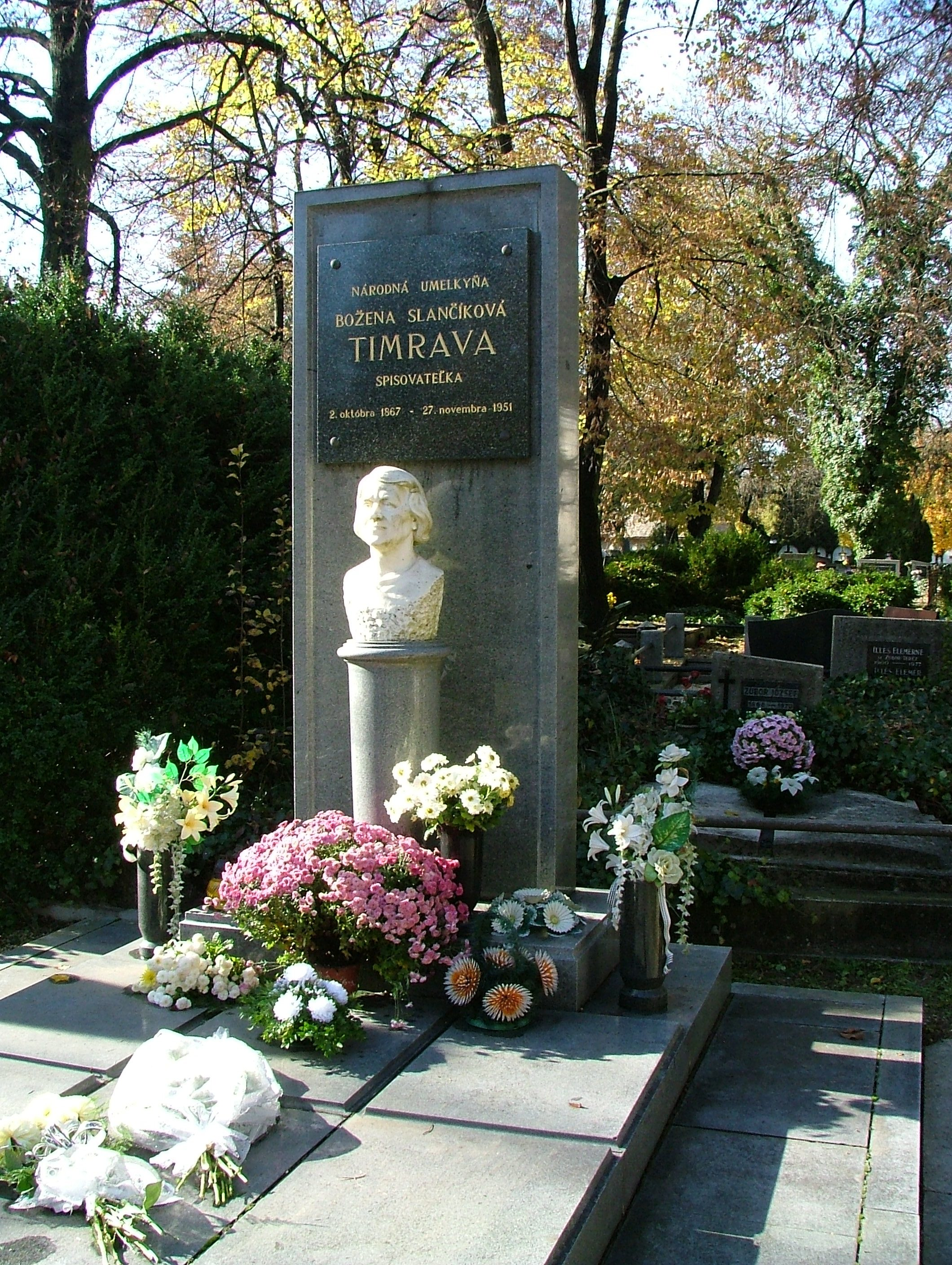
La tomba Božena Slančíková-Timrava a Lučenec

## Biografia
Nacque da Pavel Slančík, un pastore evangelico che era stato cofondatore della Matica slovenská e da sua moglie Mária, nata Honecyová. Aveva dieci tra fratelli e sorelle, fra cui il gemello Bohuslav. Dei fratelli 6 raggiunsero l'età adulta e diversi ebbero meriti letterari.
Ricevette la prima istruzione dal padre e poi frequentò le scuole a Banská Bystrica, dove terminò la IV classe delle scuole municipali. Non si sposò mai ed ebbe problemi esistenziali per tutta la vita. Sebbene cercasse l'indipendenza dalla famiglia d'origine, i suoi tentativi di trovarsi un lavoro non furono coronati dal successo. Fu temporaneamente socia di una vedova di Dolný Kubín, successivamente fu custode delle raccolte del Museo nazionale slovacco di Martin, ma solo per un breve periodo. Nel 1909 si trasferì ad Ábelová nella parrocchia del fratello. Tentò ancora di diventare postina, ma non vi riuscì, così come fallì il progetto di Elena Maróthy-Šoltésová di farne una scrittrice professionista. Divenne invece bambinaia alla scuola materna, finché nel 1945 non si ritirò dai parenti a Lučenec.
Fu cronista di paese e lasciò anche appunti etnografici su Ábelová.

## Attività
Sebbene sia vissuta lontana dai centri di scambio sociale e culturale, i suoi orizzonti letterari e culturali furono ampliati sia dalla famiglia sia dagli incontro con Koloman Banšell, con Ema Goldpergerová e con Oľga Petényi-Petianová, madre di Štefan Krčméry. Iniziò a pubblicare con la sorella Irene il giornale manoscritto Ratolesť. Ne uscì un solo numero, in cui apparve il suo racconto Na vrchoch ("Sulle vette").
Fra le sue prime opere vi sono versi satirici, ma successivamente si dedicò soprattutto a romanzi e racconti e sporadicamente anche a pezzi teatrali. Nei suoi scritti diede attenzione all'accurata descrizione delle persone e della loro mentalità, origine e opinioni, criticò la politica dell'epoca e le questioni della nazionalità e non esitò a criticare anche le principali tendenze di pensiero del suo tempo e la vita quotidiana del villaggio.
Il più delle volte le ambientazioni sono fornite dal villaggio o dal piccolo borgo della sua regione natale e molte di queste derivano dalla sua personale esperienza e dalle vicende della sua vita.
Fino al 1896 pubblicò i suoi scritti solo sui giornali, mentre in seguito diede alla luce suoi volumi. Sebbene compaia frequentemente tra i temi della sua opera l'amore, non vi si abbandona mai con un approccio sentimentale, ma anzi mostra un certo freddo calcolo, in maniera differente dalla precedente prosa slovacca.

## Opere
- 1886 / 1897 – Pesničky ("Canzoncine"), versi satirici con indicazioni del canto (manoscritto)
- 1893 – Za koho ísť? ("Dietro chi andare?"), racconto, debutto in prosa. Descrive le vicende di una signorina di città, che cerca e infine trova uno sposo nella società colta. Con una certa dose d'ironia affronta soprattutto le reazioni psicologiche dell'eroina e il suo mondo interiore.
- 1896 – Ondro Karman, racconto
- 1897 – Sluhove trpkosti ("Le amarezze d'un servo"), racconto
- 1896 – Pomocník ("L'aiutante"), racconto
- 1896 – Ťažké položenie ("Situazioni difficili"), romanzo
- 1897 – Tak je darmo ("Così è inutile"), romanzo
- 1898 – Pozde, romanzo
- 1899 – Bál ("Il ballo"), romanzo
- 1899 – Nemilí ("Meschini"), romanzo
- 1900 – Boj ("La lotta"), romanzo
- 1902 – Skúsenosť ("Il tentativo"), romanzo che tratta del periodo in cui fu socia (uscì censurata, poiché i personaggi del romanzo erano facilmente riconoscibili)
- 1904 – Na jednom dvore ("Nell'unico cortile"), romanzo
- 1904 – Veľký majster ("Il gran maestro"), romanzo
- 1904 – Pódi sa žení, romanzo
- 1905 – Bez hrdosti ("Senza orgoglio"), romanzo
- 1906 – Šťastie ("Felicità"), romanzo
- 1907 – Tá zem vábna… ("Questa terra ammaliatrice"), romanzo
- 1908 – Márnosť všetko ("Tutto è vanità"), romanzo
- 1909 – Ondro Hľonzo
- 1910 – V predvečer ("Alla vigilia")
- 1911 – Žiadna radosť ("Nessuna gioia")
- 1912 – Strašný koniec ("Una fine terribile"), racconto
- 1913 – Príde čas ("Arriva l'ora")
- 1914 – Ťapákovci ("I Ťapák"), romanzo
- 1917 – V čase vojny ("In tempo di guerra"), racconto sulla Prima guerra mondiale
- 1918 – Hrdinovia ("Gli eroi"), romanzo
- 1921 – Chudobná rodina ("La famiglia povera"), dramma
- 1921 – Skon Paľa Ročku ("La fine di Paľo Ročka"), racconto
- 1923 – Páva, dramma
- 1926 – Všetko za národ ("Tutto per la nazione")
- 1934 – Odpoveď ("La risposta"), dramma (pubblicato solo il II atto)
- 1936 – Dve doby ("Due periodi"), romanzo
- 1938 – Záplava ("L'alluvione"), ultimo romanzo
- Prekážky ("Imbarazzi"), dramma

## Riconoscimenti
Nel 1947 lo Stato le conferì il titolo di artista nazionale.